# 薛
薛（せつ）は、漢姓の一つ。

## 中国
2020年の中華人民共和国の第7回全国人口調査（国勢調査）に基づく姓氏統計によると中国で76番目に多い姓であり、363.11万人がいる。一方、台湾の2018年の統計では第59位で、50,751人がいる。

### 来源
- 任姓薛氏
  - 公子登が沛（薛国の故地）に封じられ、以後子孫たちが薛を氏とした。
- 風姓薛氏
  - 伏羲氏の末裔である。
- 嬀姓薛氏（陳氏・田氏）
  - 孟嘗君田文の末裔である。
- 叱乾氏
  - 北魏では鮮卑族の叱乾氏が孝文帝の漢化政策で薛氏に改姓した[4]。

### 著名な人物
- 薛礼 - 後漢末の武将・政治家。
- 薛綜 - 三国呉の武将。孟嘗君（田文）の後裔。
- 薛道衡 - 北斉から隋にかけての文学者。
- 薛挙（中国語版） - 隋末唐初に割拠した群雄の一人。
- 薛収 - 唐の文学者、政治家。
- 薛仁貴 - 唐の軍人。
- 薛稷 - 唐の書家、画家。
- 薛濤 - 唐の詩人。
- 薛居正 - 北宋の歴史家。
- 薛岳 - 中華民国の軍人。

### 架空の人物
- 薛宝釵 - 『紅楼夢』の登場人物。
- 薛永 - 『水滸伝』の登場人物。

## 朝鮮
薛（ソル）は、朝鮮人の姓の一つである。

### 著名な人物
- 薛昌洙（朝鮮語版） - 韓国の国会議員。
- 薛枓廈 - 韓国の国会議員。
- 薛仁洙 - 韓国の国会議員。
- 薛勲 - 韓国の国会議員（共に民主党所属）。
- 薛琦鉉 - 韓国のサッカー選手。
- ソル・ギョング - 韓国の俳優。

### 氏族
本貫は淳昌薛氏が大宗である。『三国史記』によると始祖の薛居伯は朴赫居世誕生説話に登場する6村長の一人である。明活山高耶村長である虎珍公として他の5村長とともに朴赫居世を推戴して新羅を建てた。その後32年に6村が6部に改称し、明活山高耶村を習比部として、子の薛支徳が薛氏を賜姓された。習比部が慶州に属するので本館を徐羅伐、または慶州ともいう。
| 氏族（地域） | 創始者 | 人数（2015年） |
| ------------ | ------ | -------------- |
| 開城薛氏     |        | 362            |
| 結城薛氏     |        | 19             |
| 慶州薛氏     |        | 3,407          |
| 広州薛氏     |        | 62             |
| 吉城薛氏     |        | 11             |
| 金海薛氏     |        | 30             |
| 羅州薛氏     |        | 24             |
| 南原薛氏     |        | 46             |
| 徳安薛氏     |        | 11             |
| 壟城薛氏     |        | 15             |
| 密陽薛氏     |        | 73             |
| 星州薛氏     |        | 15             |
| 順燦薛氏     |        | 11             |
| 淳昌薛氏     | 薛居伯 | 35,825         |
| 順天薛氏     |        | 346            |
| 順興薛氏     |        | 27             |
| 迎日薛氏     |        | 12             |
| 栄州薛氏     |        | 6              |
| 沃州薛氏     |        | 7              |
| 沃川薛氏     |        | 1,162          |
| 月城薛氏     |        | 681            |
| 渭昌薛氏     |        | 5              |
| 恩津薛氏     |        | 5              |
| 仁川薛氏     |        | 22             |
| 全州薛氏     |        | 9              |
| 定州薛氏     |        | 9              |
| 晋州薛氏     |        | 21             |
| 昌寧薛氏     |        | 17             |
| 青松薛氏     |        | 8              |
| 沢川薛氏     |        | 5              |
| 平沢薛氏     |        | 11             |
| 漢陽薛氏     |        | 12             |
| 咸安薛氏     |        | 16             |
| 海州薛氏     |        | 32             |
| 鴻山薛氏     |        | 13             |
| 洪州薛氏     |        | 6              |
| 和順薛氏     |        | 6              |

### 人口と割合
| 年度   | 人口     | 世帯数    | 順位        | 割合  |
| ------ | -------- | --------- | ----------- | ----- |
| 1960年 |          |           |             |       |
| 1985年 |          | 8,177世帯 | 274姓中70位 | 0.08% |
| 2000年 |          |           |             |       |
| 2015年 | 42,646人 |           |             |       |